# محاصر (اختلال ضال)
«محاصر» (بالإنجليزية: Cornered)‏ هي الحلقة السادسة للموسم الرابع من مسلسل إيه إم سي التلفزيوني الدرامي اختلال ضال. كتبها جينيفر هاتشيسون وأخرجها مايكل سلوفيس، تم بثها على إيه إم سي في 21 أغسطس 2011.

## وصلات خارجية
- «محاصر» على إيه إم سي (بالإنجليزية)
- «محاصر» على قاعدة بيانات الأفلام على الإنترنت (بالإنجليزية)